# Carlos Eráusquin
Carlos Eráusquin Valdiviezo (Lima, 3 de noviembre de 1847 – ib., 18 de agosto de 1934) fue un abogado y magistrado peruano. Fue presidente de la Corte Suprema en el periodo 1920-1921, destacándose como defensor de los fueros del Poder Judicial frente al gobierno de facto de Augusto B. Leguía.

## Biografía
Cursó su educación secundaria en el Colegio Guadalupe. En 1866 ingresó a la Universidad de San Marcos. El 24 de mayo de 1871 se recibió de abogado ante la Corte Superior de Lima.
En 1873 inició su carrera en la magistratura como adjunto al relator de la Corte Superior de Lima. Fue sucesivamente juez de paz (1874); relator interino de la Corte Superior (1875-1876); juez titular de la provincia de Piura (1877-1884); juez de primera instancia de Lima, Canta y Huarochirí (1884-1886).
En 1886 pasó a ser juez titular de Lima. Luego fue vocal de la Corte Superior de Lima, cuya presidencia ejerció en el periodo 1907-1908. En 1911 fue nombrado vocal titular de la Corte Suprema del Perú, siendo elegido su presidente para el periodo 1920-1921.
Le tocó ejercer la presidencia de la Corte Suprema, y por ende, del Poder Judicial, a poco de iniciarse el gobierno de facto del señor Augusto B. Leguía (conocido después como el Oncenio). Pronto surgió un conflicto de intereses entre ambos poderes, el Judicial y el Ejecutivo, debido a las decisiones arbitrarias que este último tomó para reprimir a los opositores al régimen, entre otras medidas que menoscababan la autonomía del Poder Judicial.
El primer enfrentamiento surgió a raíz del decreto de 27 de mayo de 1920, dado por el gobierno de Leguía a través de su primer ministro y ministro de Gobierno Germán Leguía y Martínez. Por esta se ordenaba la expulsión de los extranjeros considerados perniciosos para la sociedad, sin respetar sus garantías individuales y usando solo como justificación el bienestar público. Carlos Eráusquin, como titular del Poder Judicial, consideró inconstitucional esa decisión y señaló que la misma Constitución de 1920, aprobada en el Congreso, prohibía que se suspendieran las garantías individuales. Otro motivo del conflicto surgió cuando muchos ciudadanos, acusados de sedición, fueron apresados y deportados de manera arbitraria por el gobierno. Cuando los jueces declararon procedentes los recursos de habeas corpus que presentaron los afectados, el gobierno se negó a acatarlos, acusando al Poder Judicial de usurpar sus funciones. La tesis del gobierno era que el habeas corpus no existía para los delincuentes, y propugnó la creación de jueces especiales o ad hoc para delitos políticos. Pese a todo, Eráusquin se mantuvo firme en la defensa de la independencia del poder judicial.
Fue miembro de número de la Academia Peruana de Jurisprudencia y Legislación, correspondiente de la Real Academia de Jurisprudencia y Legislación de España.